# Misumenoides chlorophilus
Misumenoides chlorophilus är en spindelart som först beskrevs av Holmberg 1881.  Misumenoides chlorophilus ingår i släktet Misumenoides och familjen krabbspindlar. Inga underarter finns listade i Catalogue of Life.